# Dumme mosse
Dumme mosse este o arie protejată (arie specială de conservare — SAC, sit de importanță comunitară — SCI, arie de protecție specială avifaunistică — SPA) din Suedia întinsă pe o suprafață de 2.934,2 ha, integral pe uscat.

## Localizare
Centrul sitului Dumme mosse este situat la coordonatele 57°47′38″N 14°00′44″E / 57.794°N 14.0123°E.

## Înființare
Situl Dumme mosse a fost declarat sit de importanță comunitară în ianuarie 1997 pentru a proteja 1 specie de plante și 19 specii de animale. Alte tipuri de protecție:
- arie de protecție specială avifaunistică (în ianuarie 2002)[2]
- arie specială de conservare (în martie 2011)[1][3][4]

## Biodiversitate
Situată în ecoregiunea boreală, aria protejată conține 8 habitate naturale: Mlaștini turboase de tranziție și turbării mișcătoare, Mlaștini alcaline, Mlaștini oligotrofe degradate, capabile încă de regenerare naturală, Lacuri și iazuri distrofice naturale, Turbării active, Mlaștini împădurite, Cursuri de apă de la nivel de câmpie la nivel montan, cu vegetație Ranunculion fluitantis și Callitricho-Batrachion, Taiga vestică.
La baza desemnării sitului se află mai multe specii protejate:
- plante (1): Hamatocaulis vernicosus
- păsări (19): minunița (Aegolius funereus), cocoșul de mesteacăn (Bonasa bonasia), caprimulg (Caprimulgus europaeus), erete de stuf (Circus aeruginosus), lebădă de iarnă (Cygnus cygnus), ciocănitoare neagră (Dryocopus martius), cufundar polar (Gavia arctica), cufundar mic (Gavia stellata), ciuvică (Glaucidium passerinum), cocor (Grus grus), sfrâncioc roșiatic (Lanius collurio), ciocârlie de pădure (Lullula arborea), culic mare (Numenius arquata), bătăuș (Philomachus pugnax), ploier auriu (Pluvialis apricaria), chiră de baltă (Sterna hirundo), cocoșul de mesteacăn (Tetrao tetrix tetrix),  cocoș de munte (Tetrao urogallus), fluierar de mlaștină (Tringa glareola)